# Truyère
Truyère é um rio localizado na França.